# Matthijs Bril
Pour les articles homonymes, voir Bril.
Matthijs Bril ou Mathieu Bril le Jeune, (Anvers, 1550-Rome, 8 juin 1583) est un peintre paysagiste flamand, frère de Paul Bril.

## Biographie
Matthijs Bril visite l'Italie et orne de paysages les salles et les galeries du Vatican dont, des fresques représentant des processions romaines dans l'étage le plus élevé du Vatican. Son frère Paul le rejoint à Rome vers 1582. L'œuvre de Paul fait alors passer dans l'ombre celle de son frère qui meurt peu après.

## Œuvres

Paysage de montagne (v.1570)

- Temple de Minerve au forum de Nerva, (vers 1581)